# Кордова (Нариньо)
Кордова (исп. Córdoba) — город и муниципалитет на юго-западе Колумбии, на территории департамента Нариньо. Входит в состав провинции Обандо.

## История
Поселение, из которого позднее вырос город, было основано в 1632 году. Муниципалитет Кордова был выделен в отдельную административную единицу 18 мая 1911 года.

## Географическое положение

Муниципалитет Кордова

Город расположен в юго-восточной части департамента, в горной местности Центральной Кордильеры, на расстоянии приблизительно 43 километров к юго-западу от города Пасто, административного центра департамента. Абсолютная высота — 2672 метра над уровнем моря.
Муниципалитет Кордова граничит на севере с территорией муниципалитета Пуэррес, на западе — с муниципалитетом Ипьялес, на юге — с муниципалитетом Потоси, на востоке — с территорией департамента Путумайо. Площадь муниципалитета составляет 282 км².

## Население
По данным Национального административного департамента статистики Колумбии, совокупная численность населения города и муниципалитета в 2015 году составляла 14 006 человек.
Динамика численности населения муниципалитета по годам:
| 2005   | 2006   | 2007   | 2008   | 2009   | 2010   | 2011   | 2012   | 2013   | 2014   | 2015   |
| ------ | ------ | ------ | ------ | ------ | ------ | ------ | ------ | ------ | ------ | ------ |
| 13 499 | 13 565 | 13 628 | 13 687 | 13 743 | 13 795 | 13 844 | 13 889 | 13 932 | 13 970 | 14 006 |

Согласно данным переписи 2005 года мужчины составляли 48,7 % от населения Кордовы, женщины — соответственно 51,3 %. В расовом отношении индейцы составляли 97,5 % от населения города; белые и метисы — 2,4 %; негры, мулаты и райсальцы — 0,1 %.
Уровень грамотности среди всего населения составлял 88,4 %.

## Экономика
Основу экономики Кордовы составляют сельское хозяйство и добыча полезных ископаемых.
73,8 % от общего числа городских и муниципальных предприятий составляют предприятия торговой сферы, 22,1 % — предприятия сферы обслуживания, 3,9 % — промышленные предприятия, 0,2 % — предприятия иных отраслей экономики.